# Diane von Fürstenberg
Diane von Fürstenberg (n. 31 decembrie 1946, région métropolitaine de Bruxelles, Valonia, Belgia) este o creatoare de modă belgiană, cunoscută mai ales pentru inovarea și popularizarea rochiei wrap. S-a făcut remarcată inițial în 1969, când s-a căsătorit în Casa de Fürstenberg, devenind soția prințului Egon von Fürstenberg. După despărțirea lor din 1972 și divorțul din 1983, ea a continuat să folosească numele de familie al acestuia.
Brandul ei de modă, Diane von Furstenberg (DvF), este prezent în peste 70 de țări și în 45 de magazine independente din întreaga lume, cu sediul central al companiei și magazinul principal situat în Meatpacking District din Manhattan.
Fürstenberg este fosta președintă a Council of Fashion Designers of America (CFDA), funcție pe care a deținut-o din 2006 până în 2019; în 2014 a fost inclusă de Forbes pe locul 68 în topul celor mai puternice femei din lume; iar în 2015 a fost inclusă în Time 100, printre cei mai importante persoanlități ale planetei. În 2016, a primit un doctorat honoris causa din partea New School. În 2019, a fost inclusă în National Women's Hall of Fame.

## Tinerețea
Fürstenberg s-a născut Diane Simone Michele Halfin în Bruxelles, Belgia, din părinți evrei. Tatăl ei, Leon (Lipa) Halfin, născut în Basarabia, a emigrat în Belgia, în 1929, din Chișinău, Regatul României (astăzi Republica Moldova) și ulterior s-a refugiat din calea naziștilor în Elveția. Mama ei a fost Liliane Nahmias, născută în Grecia, din Salonic, o supraviețuitoare a Holocaustului, care a fost inițial capturată de naziști în timp ce era membră a Rezistenței în timpul celui de-al Doilea Război Mondial. Nahmias a fost mai întâi dusă la Auschwitz, apoi transferată la Ravensbrück, unde a fost eliberată cu 18 luni înainte de nașterea lui Fürstenburg. Cântărind doar 44 de kilograme, mamei sale i s-a spus de către medici că nu ar trebui să aibă copii, că ar putea muri la naștere și că bebelușul ei nu va fi normal. Fürstenberg a vorbit pe larg despre influența mamei sale în viața sa, atribuindu-i meritul de a o fi învățat că „frica nu este o opțiune”.
Fürstenberg a urmat cursurile unui internat în Oxfordshire. A studiat la Universitatea din Madrid înainte de a se transfera la Universitatea din Geneva pentru a studia economia. S-a mutat apoi la Paris și a lucrat ca asistent al agentului fotografului de modă Albert Koski. A părăsit Parisul pentru Italia, pentru a ucenici cu producătorul de textile Angelo Ferretti în fabrica sa, unde a învățat despre croială, culoare și țesătură. Aici a proiectat și a produs primele sale rochii din jersey de mătase.

## Cariera

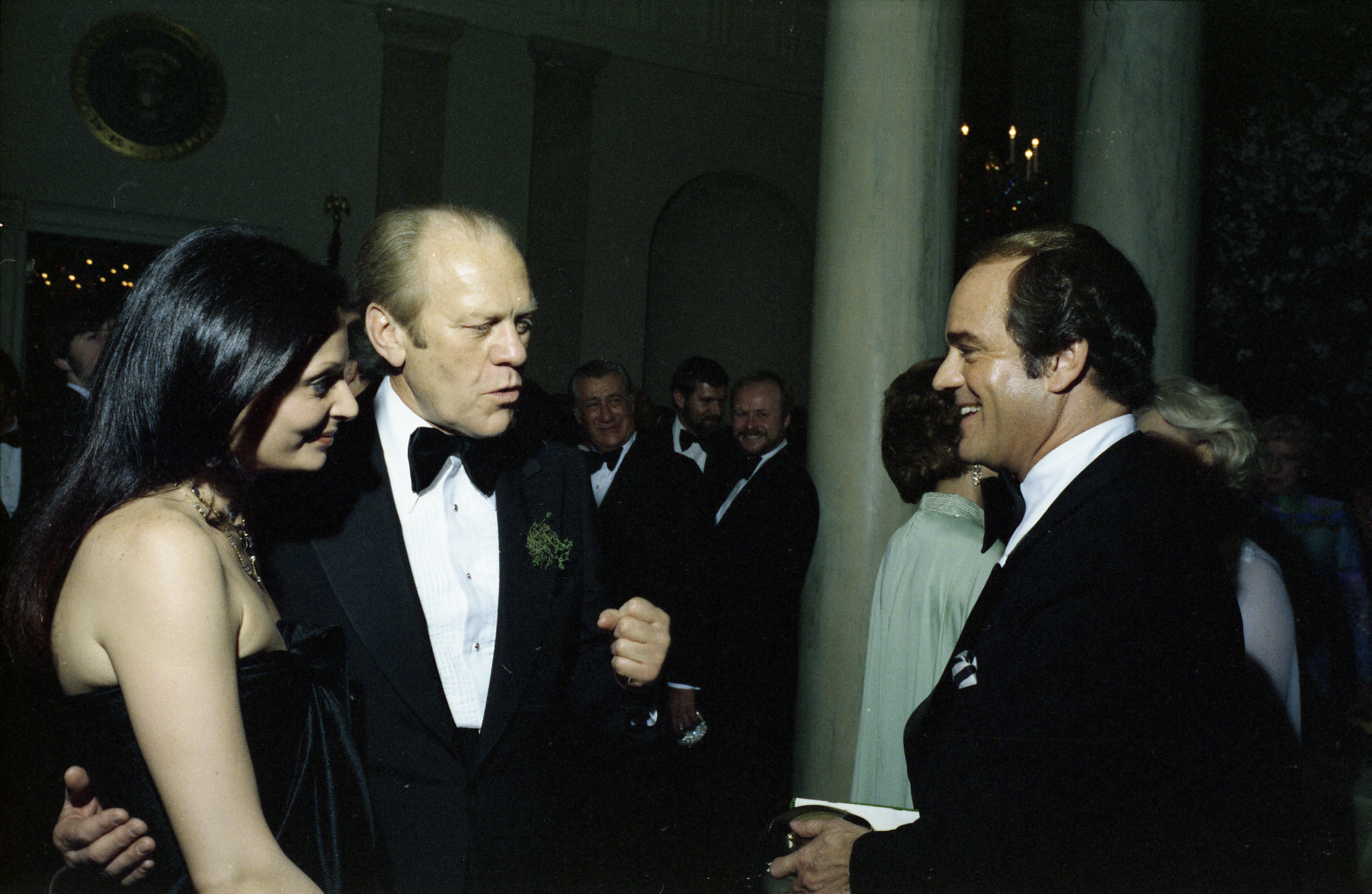
Președintele american Gerald Ford și Diane von Fürstenberg, 1976

La un an după căsătorie, Fürstenberg a început să creeze haine pentru femei: „În momentul în care am știut că voi fi soția lui Egon, am decis să am o carieră. Am vrut să devin propria-mi persoană, și nu doar o fetiță obișnuită care s-a măritat peste posibilități”. După ce soții Fürstenberg s-au despărțit în 1973, Egon a devenit și el creator de modă. După ce s-a mutat la New York, a întâlnit-o pe Diana Vreeland, editor Vogue, care i-a declarat creațiile „absolut zdrobitoare”. Numele ei a fost listat în calendarul de modă pentru Săptămâna Modei de la New York, și astfel i-a fost creată afacerea. S-a mutat pe o proprietate din Connecticut pe care a numit-o Cloudwalk, unde locuiește de atunci.

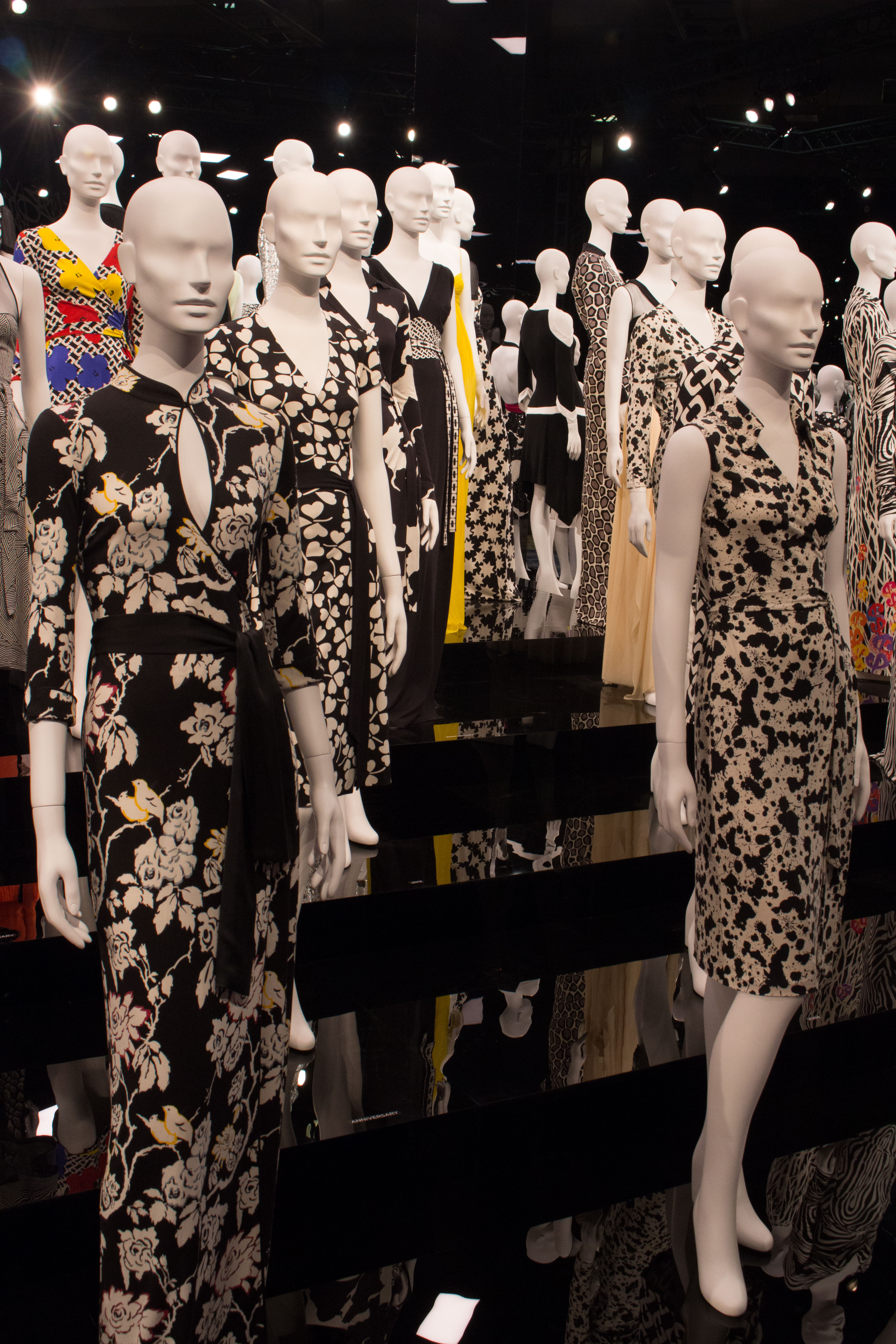
Rochii wrap expuse la LACMA, 2014

În 1974, ea a introdus „rochia wrap” (în română rochia înfășurată) din jersey tricotat, o piesă vestimentară devenită simbol în moda femeilor, și asociată cu mișcarea feministă; este inclusă în colecția Costume Institute a Metropolitan Museum of Art. La scurt timp după lansare, 25.000 de rochii se vindeau în fiecare săptămână; un milion de rochii au fost vândute până în 1976, potrivit Forbes. După succesul rochiei wrap, von Fürstenberg a apărut pe coperta revistei Newsweek în 1976. Articolul însoțitor a declarat-o „cea mai profitabilă femeie de la Coco Chanel încoace”. Ea a lansat o linie de cosmetice și primul său parfum, Tatiana, numit după fiica sa. New York Times a raportat că, în 1979, vânzările anuale ale companiei erau de 150 de milioane de dolari (echivalentul a 630 de milioane de dolari în 2023).
În 1985, von Fürstenberg s-a mutat la Paris, unde a fondat Salvy, o editură de limbă franceză. Și-a extins perspectiva profesională, inclusiv printr-o afacere de cumpărături la domiciliu, pe care a lansat-o în 1991. În 1992, von Fürstenberg a vândut 1,2 milioane de dolari (echivalentul a 2,6 milioane de dolari în 2023) din colecția sa, Silk Assets, în două ore pe postul de televiziune QVC. Ea consideră că succesul i-a dat încrederea necesară pentru a-și relansa compania.
Fürstenberg a relansat DvF în 1997, și a reintrodus rochia wrap, care a câștigat popularitate în rândul unei noi generații de femei. Inițial, relansarea a fost un eșec, dar, odată cu numirea Paulei Sutter ca președinte al mărcii, aceasta a fost aparent readusă la apogeul său de la mijlocul anilor '70. În 1998, ea și-a publicat memoriile profesionale, Diane: A Signature Life. În 2004, a introdus colecția de bijuterii DVF by H. Stern, și a lansat eșarfe și articole de plajă. În 2006, a fost aleasă președinte al Council of Fashion Designers of America, poziție pe care a deținut-o până în 2019. În 2008, ea a primit o stea pe Seventh Avenue's Fashion Walk of Fame.
Hainele sale au fost purtate de celebrități precum Catherine, Prințesa de Wales, Gwyneth Paltrow, Kate Beckinsale, Madonna, Jessica Alba, Susan Sarandon, Priyanka Chopra, Jennifer Lopez și Whitney Houston.